# 中山路 (广州)

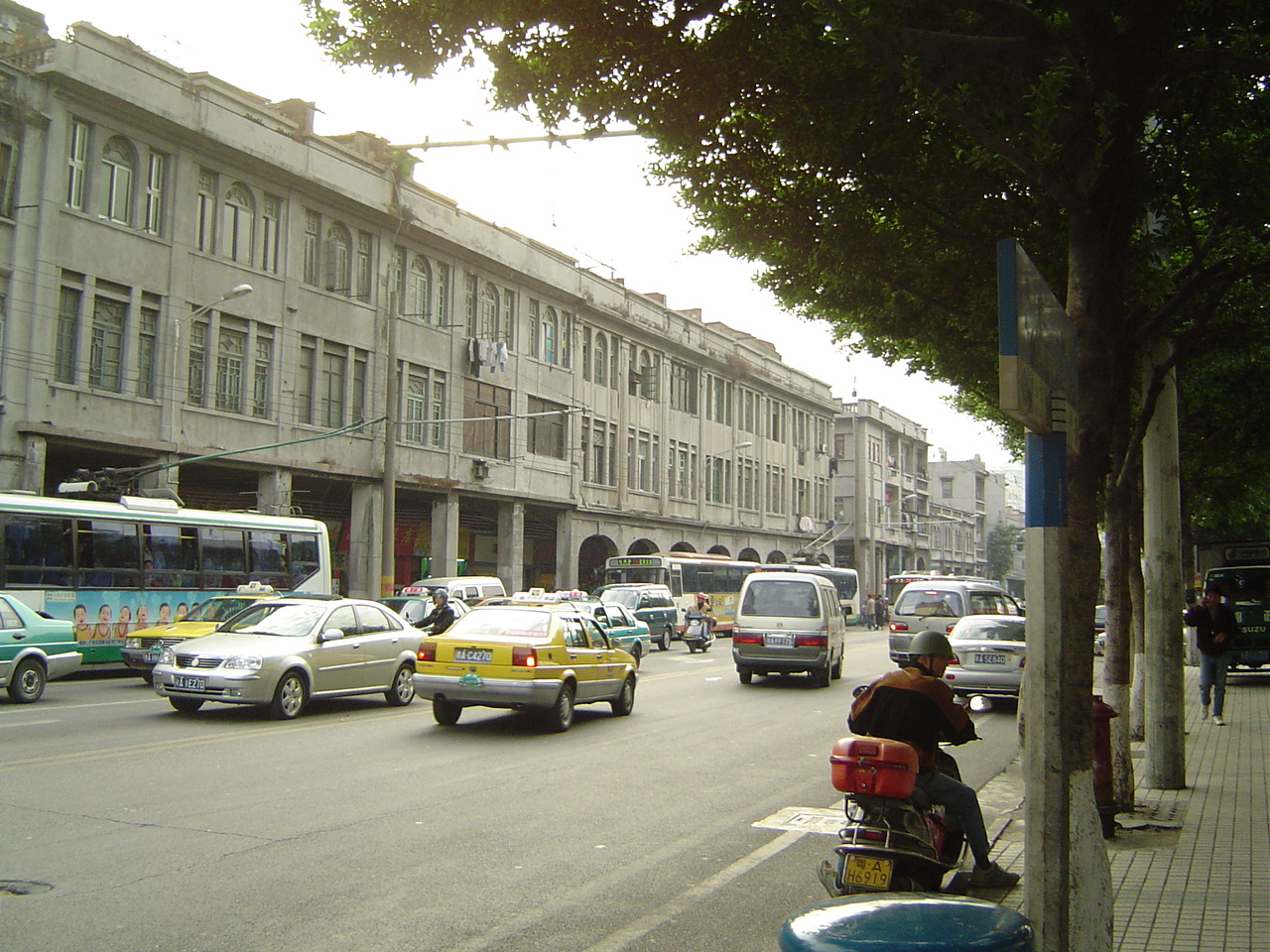
亞運翻新前中山六路騎樓（東往西，2005年）

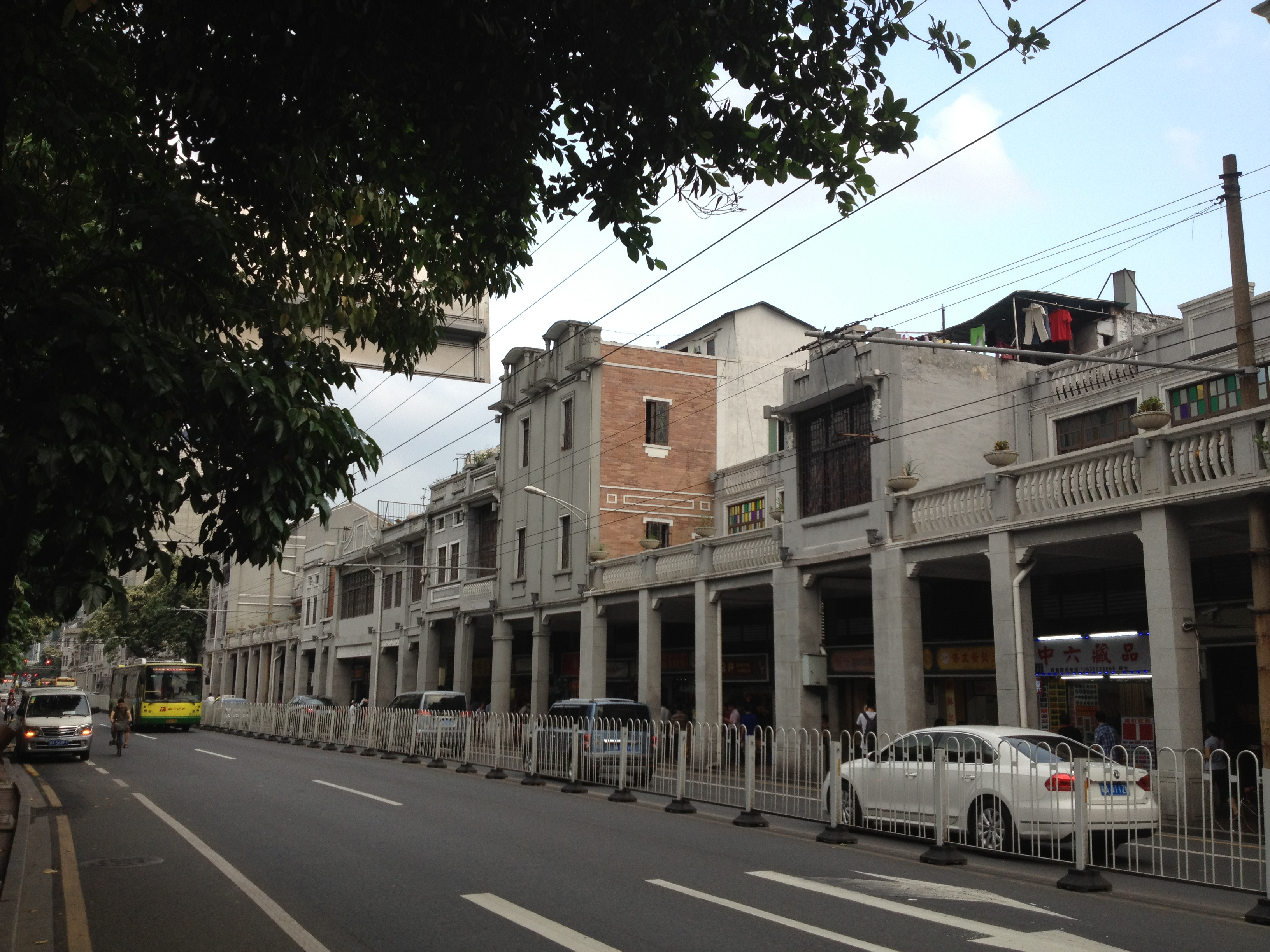
亞運翻新後的中山六路騎樓（西往東，2012年）

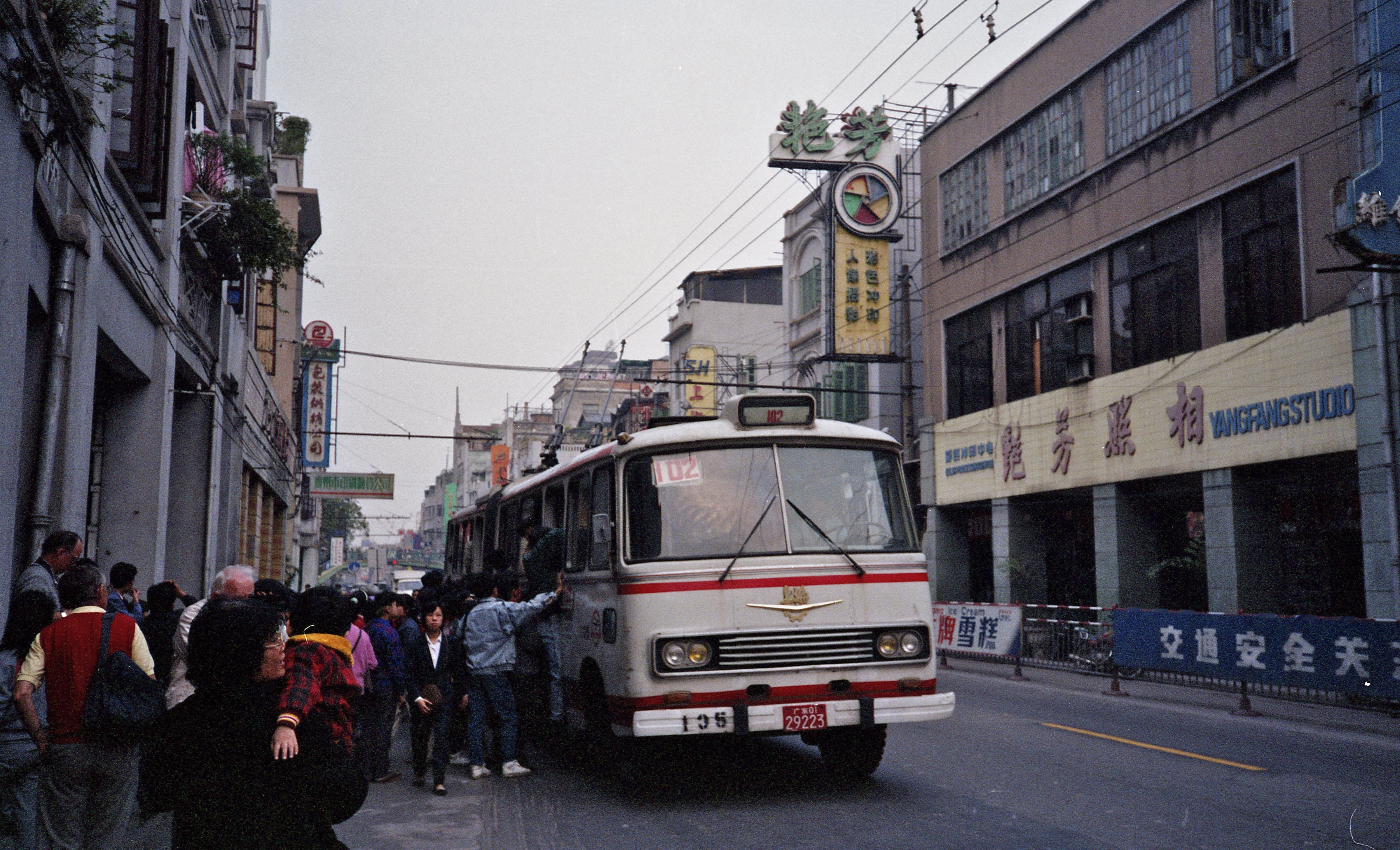
1991年的中山五路騎樓（西往東），圖中可見艷芳照相館和102路電車，大部分的騎樓現已被清拆，艷芳位於現五月花廣場對面。

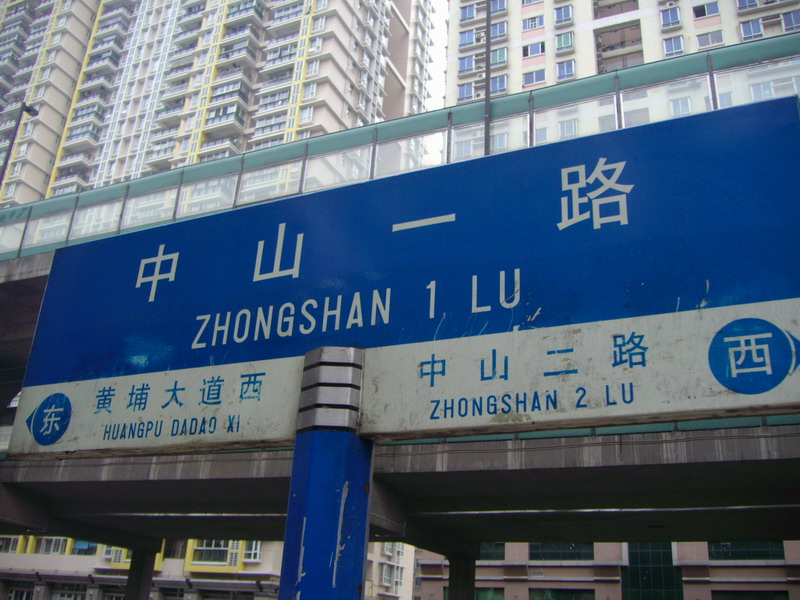
中山一路路牌

中山路是中國廣東省广州市区的一条主干道，呈东西走向，被称为绿色交通走廊，因地面及地下分别建有无轨电车和地铁基本穿梭于中山路全线行驶。广州历史上曾经有过100多家百年老店，而据文化部门统计在中山四、五、六路沿線，就曾集中過全市70多家老字号店铺。中山二路东山口到中山六路西门口，原為广州城历史最为悠久的东西轴线和商业街区，沿线分布着南越王公署、城隍庙、番禺學宮、基督教堂等古迹及文物保护单位，和骑楼组合成统一的城市文化景观 。

## 整體
中山路西面起点与珠江大桥连接，东面与黄埔大道连接，全长9,002米。全路分为8段，由东到西依次命名为中山一路至中山八路，在廣州地鐵5號線開通前，除中山八路外，均是地铁走线：
- 中山一路：由广州大道中山一路立交至农林下路；
- 中山二路：由农林下路至东川路；
- 中山三路：由东川路至越秀路；
- 中山四路：由越秀路至北京路；
- 中山五路：由北京路至解放路；
- 中山六路：由解放路至人民路；
- 中山七路：由人民路至荔湾路；
- 中山八路：由荔湾路至珠江大桥止。

## 历史
中山四、五、六路位于广州旧城墙以内，在明清时期已经是贯通大东门（越秀路口）到正西门（人民路口）之间的一条主要街道，称为“惠爱街”，沿街分布有广州主要的官署衙门，如清代的布政司、巡抚部院、广东都司等。
唐宋時代，到廣州做生意的大食（阿拉伯）人和波斯人不少，常年僑居廣州的蕃商，多達12~20萬人。唐開元二十九年（741），朝廷在廣州城外劃了一塊地方，作為蕃商居住的蕃坊，並設蕃坊司和蕃長進行管理。惠愛街、光塔街都在蕃坊範圍之內。蕃坊最繁盛時期，光塔街至惠愛西街一帶，聚居著“蕃漢萬家”，附近如瑪瑙巷，就是阿拉伯人和波斯人的瑪瑙交易市場。　
1608年（萬曆三十六年），致美齋醬園於城內城隍廟對面創辦。
1735－1795年（乾隆年間），老字號酒樓福來居，已在惠愛東城隍廟外營業，以酥鯽魚、手撕雞、紅燒魚頭聞名。
1875年（清光緒元年），以經營小食店起家的陳惠如，在惠愛街創辦惠如樓。
1914年（民国3年），澳大利亚华侨蔡兴、蔡昌在惠爱街与双门底（今北京路）十字街口兴建了“城内大新公司”，時稱“大新公司支店”，除經營百貨外，還配置了天臺遊藝場，並設有酒業部、飲冰室、浴室等。（1918年又在西堤建了规模更大的“城外大新公司”）。
1919年（民国8年），惠爱街拓宽改建为近代马路，两侧兴建骑楼，定名为惠爱东、中、西三路（今中山四、五、六路）。1921年（民国10年），向东开辟大东路（今中山三路）；1925年（民国14年），筑成百子路（今中山二路）。1926年（民国15年），修筑了东山口至黄埔的中山公路，因该公路按照孙中山《建国方略》中的“实业计划”意图建筑，故而得名。
1921年，西園酒家在惠愛西路開業，是一座園林式酒家，號稱廣州四大園林酒家（其餘三個：文園、南園、謨觴）之一。西園有一道齋菜鼎湖上素，據說為了與六榕寺附近一家齋菜館競爭，他們暗中用雞和豬肉熬制上湯烹調，達致味道鮮美，引到不少食家。
1926年明星戲院（後改名為明星映畫院、新星電影院）在惠愛中路開業。
1929年，當局接收惠愛東城隍廟一帶，開始改造為國貨市場。1931年，國貨市場正式開張，分為“國貨陳列室”、“國貨商標展覽”和“國貨推銷場”三個部分。原來的城隍神像則送往中山大學博物館和越秀山市立博物館收藏。
1931年（民国20年）陈济棠主政广东时期，拟建设西南铁桥（今珠江大桥位置处）以便交通粤西，并规划从正西门以西开辟马路直通铁桥。长庚路（今人民路）至光复北路一段叫石岗街，再往西是聚龙东路（光复北路至康王直街，今康王北路）、恩龙大街（至陈家祠门口）、陈家祠马路（陈家祠门口起至今中山八路荔湾南约）和荔湾南约马路（荔湾南约起至南岸车站，今中山八路），其中长庚路至荔湾路今属中山七路，原陈家祠马路一段和荔湾南约马路今属中山八路。
1932年新華影畫院（1957年改建為廣州第一家身歷聲寬銀幕電影院）在惠愛中路開業。
1933年因市政经费紧缺停建，其后抗日战争爆发，广州沦陷，该段新路直至抗战胜利都未有彻底治理，因路面破烂不堪，被市民戏称为“烂马路”。1940年代后期，原中山公路西段（东山口至杨箕）易名为中山一路，百子路、大东路、惠爱东、中、西三路和正西门以西的新路则分别被命名中山二、三、四、五、六、七路。
1950年代，中山七路西门口至陈家祠高基段几经改造及开辟扩展，后再向西拓宽至三圣社（今荔湾路南段一带）；1960年代，为配合珠江大桥通车，拓宽中山八路，直抵珠江大桥东广场。

### 骑楼街
1920年代始，惠爱路（今中山四、五、六路）一带商业繁华地段形成了具有相当规模和特色的骑楼街风貌。1990年代初，因中山路沿线建造地铁一号线，中山四、五、六路的骑楼街被大幅清拆（中山六路只有少部分没被清拆）。当中被拆除的老字号包括：艳芳照相馆、惠如楼、致美斋（唯一回遷，鋪面大幅縮水）、大学鞋店、新陶芳大酒家、沧洲腊味店、妙奇香、一乐也理发店、华北饭店、菜根香、北园、东江饭店、利南楼、新华戏院、新星戏院、鹤鸣鞋店、孔旺记、雞林（食檔）、精益眼鏡店、永華家俱商場、劉富興飯店、亨得利鐘錶等。

## 与之交汇道路
道路顺序由西往东排列，粗体字为主干道。
- 双桥路、南岸路、黄沙大道
- 周门路、泮塘路
- 荔湾路
- 康王中路、康王北路
- 光复北路
- 人民中路、人民北路
- 光孝路、纸行路
- 海珠路
- 六榕路、朝天路
- 将军东路
- 解放中路、解放北路
- 连新路
- 广州起义路
- 吉祥路
- 教育路
- 广大路
- 新民路
- 北京路
- 文德路
- 仓边路
- 德政路
- 越秀北路、越秀中路
- 东濠涌高架路
- 陵园西路
- 较场西路
- 较场东路
- 东川路
- 执信南路
- 农林下路、东华北路、署前路
- 农林上路
- 农林东路
- 达道路
- 福今路
- 共和路
- 梅东路
- 梅花路
- 中山一立交：东风东路、广州大道中、黄埔大道西

## 公共交通
- 广州地铁1号线陳家祠站、西門口站、公園前站、農講所站、烈士陵園站、東山口站、楊箕站
- 广州地铁2号线公園前站
- 广州地铁5号线中山八站、杨箕站
- 广州地铁6号线東山口站
- 广州地铁11号线中山八站

均在鄰近中山路位置設有出口。

## 邻近建筑（由西向东）
- 荔湾湖公园
- 广佛汽车站、中山八路公交总站、中山八站
- 荔湾区人民政府
- 陈家祠
- 陈家祠站
- 广州卷烟二厂
- 西门口站
- 中六電腦城
- 公园前站、人民公园
- 北京路步行街
- 广州图书馆、农讲所、农讲所站
- 中华广场
- 英雄广场
- 烈士陵园站
- 广州起义烈士陵园
- 广东省人民医院
- 中山大学广州校区北校园
- 中山大学附属第一医院（中山一院）
- 广州市第十六中学
- 中山大学附属第一医院东山院区（原东山区人民医院）、东山口站
- 广州市铁路文化宫
- 东园新村
- 中國鐵路广州局集团有限公司、广东省人民代表大会常务委员会、广州市育才中学
- 梅花村
- 杨箕站
- 广州市自来水公司
- 杨箕村